# Factotum (Film)
Factotum ist ein US-amerikanisch-norwegisches Filmdrama von Bent Hamer aus dem Jahr 2005. Bent Hamer und Jim Stark schrieben das Drehbuch anhand des gleichnamigen Romans von Charles Bukowski. Bezogen auf Bukowskis von Gelegenheitsjobs durchsetzte Odyssee quer durch die Vereinigten Staaten in den 1940er Jahren lassen sich in dem Protagonisten Henry Chinaski autobiografische Züge erkennen.
Die Filmhandlung spielt jedoch in einer zeitgenössischen Umgebung in Saint Paul, Minnesota.

## Handlung
Henry Hank Chinaski sieht sich selbst als Schriftsteller. Diesen Beruf gibt er zu Beginn des Films an, als er, offenbar gerade bei seinen Eltern ausgezogen, Unterkunft in einer Pension findet. Tatsächlich aber lebt er von Gelegenheitsjobs. Seine Texte schickt er der Zeitschrift Black Sparrow, die diese nicht veröffentlicht. Chinaski widmet seine Zeit jedoch nicht nur dem Schreiben, sondern auch dem Alkohol und den Frauen.
Durch Trunkenheit und Provokation seiner Vorgesetzten verliert Chinaski immer wieder seinen Job; dabei besticht der Protagonist aber durchgängig mit seinem unerschütterlichen Selbstbewusstsein. Ob beim Verpacken von Ersatzteilen oder in einer Gurkenfabrik – als stolzer Vertreter der Arbeiterklasse sucht er sich seine Freiräume, wie beispielsweise beim Verstoß gegen das Rauchverbot oder gegen die Schnapsflasche, und zugleich fühlt er sich als Meister des geschriebenen Worts den stumpfsinnigen Tätigkeiten, mit denen er sein Geld verdienen soll, überlegen.
Durch einen Kumpel kommt er beim Pferdewetten vorübergehend zu Geld. Zuvor hatte er sich in Jan, die einen ähnlichen Lebensstil wie er pflegt, verliebt, bei der er nach drei Tagen einzieht. Die Beziehung oszilliert zwischen heftigen sexuellen Begegnungen, leerem Kühlschrank, Vollrausch und Kater. Auf der Pferderennbahn schlägt Chinaski einen gutsituierten Bürger auf reserviertem Platz nieder, der „seinen“ angestammten Platz besetzt halte. Kurz darauf verlieren sie beim Wetten, sind beide ohne Job und Geld, und nachdem ihnen beiden nach einer durchzechten Nacht speiübel ist, stellen sie fest, dass sich ihre Liebe erschöpft hat.
Hank zieht aus und lernt Laura kennen, die – wie ihre Freundinnen ehemaliges Barmädchen – ihren Unterhalt von einem vermögenden Lebemann namens Pierre erhält. Pierre hält die Mädchen aus, besorgt ihnen Wohnung, Kleidung und Essen, nimmt sie mit auf seine Yacht; doch kurze Zeit später, als er stirbt, ist diese Einkunftsquelle versiegt, und Henry Chinaski steht wieder vor dem Nichts.
Er muss nun wieder bei seinen Eltern, bieder-konservativen Arbeitern, anklopfen, um eine warme Mahlzeit und einen Schlafplatz bitten. Die Mutter nimmt den „verlorenen Sohn“ voller Mitleid wieder auf; sein Vater jedoch macht ihm schwere Vorwürfe, es zu nichts gebracht zu haben und auf Kosten der Gesellschaft zu leben.
Henry wird nach einigen Minuten von seinem Vater aus dem Elternhaus verwiesen und begibt sich in seinem ehemaligen Viertel auf die Suche nach Jan. Es wird ihm klar, dass sie ihm doch etwas bedeutet hat, und ist glücklich, sie in einem Hotel als Zimmermädchen wiederzufinden. Er zieht bei ihr ein. Obwohl beide sich noch lieben, gelingt es ihnen doch nicht, zwischen Gelegenheitsjobs und dem ständigen Geldmangel eine dauerhafte Beziehung aufzubauen. Die genervte Müdigkeit, mit der Jan nach langem Marsch, auf dem sie Hank vergeblich zwecks Einholung eines ausstehenden Schecks bei einer verlorenen Ein-Tages-Arbeitsstelle begleitet hat, ihre Schuhe von sich streift, entspricht der generellen Desillusionierung beim täglichen Kampf um die Existenz. Am Ende verlässt sie ihn und zieht bei einem reichen Gönner, dem gutsituierten Bürger, den Hank auf der Pferderennbahn niedergeschlagen hatte, ein.
Zuletzt erhält Chinaskis Pensionswirtin, bei der er schon lange ausgezogen ist, eine Mitteilung vom Verlag, eine der Geschichten werde in Kürze gedruckt. Es deutet sich die – autobiografisch bedeutsame – Perspektive an, dass aus dem erfolglosen Faktotum am Ende doch noch ein Schriftsteller werden soll.

## Synchronisation
Die deutsche Synchronisation entstand nach einem Dialogbuch und unter der Dialogregie von Mina Kindl im Auftrag ihrer Synchronfirma in München.
| Rolle           | Schauspieler/in | Deutsche Stimme    |
| --------------- | --------------- | ------------------ |
| Henry Chinaski  | Matt Dillon     | Christian Tramitz  |
| Jan             | Lili Taylor     | Sandra Schwittau   |
| Laura           | Marisa Tomei    | Claudia Lössl      |
| Manny           | Fisher Stevens  | Claus Brockmeyer   |
| Pierre          | Didier Flamand  | Peter Fricke       |
| Jerry           | Adrienne Shelly | Ulrike Stürzbecher |
| Robert Chinaski | James Noah      | Norbert Gastell    |
| Tony Endicott   | Thomas Lyons    | Niko Macoulis      |

## Kritiken
Die Rezensionssammlung Rotten Tomatoes listet 117 Kritiken, von denen 76 Prozent positiv ausfallen. Die Durchschnittsbewertung liegt bei 6,8 von 10 Punkten.
Kenneth Turan schrieb in der Los Angeles Times vom 16. August 2006, der Film sei „überraschend zufriedenstellend“. Er kombiniere die Sensibilität des Autors der Romanvorlage mit jener des Regisseurs und mit jener der Hauptdarsteller. Der „talentierte“ Matt Dillon spiele mit einem ausdruckslosen Gesicht wie Buster Keaton, er verleihe dem gespielten Charakter „Würde“ und „Selbstbeherrschung“.
Zwar begnüge sich die Charakterstudie „mit der Beschreibung eines nonkonformistischen Lebensentwurfs, dessen Ziellosigkeit auch zu Widerspruch reizt. Die ruhige Erzählhaltung, die jede Verklärung vermeidet und die grandios aufspielenden Darsteller nehmen trotz Klischees für den Film ein“, befindet das Lexikon des internationalen Films.

## Auszeichnungen
Bent Hamer wurde im Jahr 2005 für den Preis der spanischen Semana Internacional de Cine de Valladolid und für den norwegischen Amandautdelingen nominiert. Er und Lili Taylor gewannen 2005 den Golden Swan des Copenhagen International Film Festivals. Lili Taylor gewann 2006 den San Diego Film Critics Society Award.

## Hintergrund
Der Film wurde in verschiedenen Orten in Minnesota gedreht. Seine Produktionskosten betrugen schätzungsweise eine Million US-Dollar. Der Film hatte seine Weltpremiere am 12. April 2005 auf dem Trondheim Kosmorama International Film Festival. Er spielte in den Kinos der USA ca. 808.000 US-Dollar ein.